# Шурјанки
Шурјанки (слч. Šurianky) насељено је мјесто са административним статусом сеоске општине (слч. obec) у округу Њитра, у Њитранском крају, Словачка Република.

## Становништво
| Година:    | 1994. | 2004.   | 2014.   | 2024.   |
| ---------- | ----- | ------- | ------- | ------- |
| Број људи: | 537   | 569     | 598     | 572     |
| Разлика:   |       | +5,95 % | +5,09 % | -4,34 % |

| Година:    | 2023. | 2024.   |
| ---------- | ----- | ------- |
| Број људи: | 585   | 572     |
| Разлика:   |       | -2,22 % |

Према подацима о броју становника из 2011. године насеље је имало 603 становника.